# پستچی (رمان)
پستچی نام یک رمان پسارستاخیزی علمی–تخیلی ویران‌شهر اثر دیوید برین است. این رمان نامزد دریافت جایزه ادبی هوگو برای بهترین رمان شد. در سال ۱۹۸۶ این رمان برندهٔ جایزه لوکس و کمبل شد.
فیلم پستچی با بازی کوین کاستنر و ویل پاتون از روی این رمان ساخته شده‌است.